# Jesús Capitán Prada
Jesús Capitán Prada, més conegut com a Capi (Camas, 26 de març de 1977) és un exfutbolista andalús, que jugava com a migcampista. Va ser quatre cops internacional amb la selecció espanyola. Després de passar per l'equip de la seua ciutat natal, s'incorpora a les categories inferiors del Reial Betis. Al club sevillà militarà tota la seua carrera, tret d'una cessió el Granada CF. La temporada 96/97 debuta amb el primer equip, però la consolidació no arribaria fins a la temporada 00/01, l'any del retorn a Primera. Va guanyar la Copa del Rei del 2004. Amb la selecció espanyola de futbol ha estat quatre vegades internacional el 2002, sota les ordres de José Antonio Camacho.